# 우츠나흐역
우츠나흐역(Bahnhof Uznach)은 스위스 장크트갈렌주의 우츠나흐 지자체에 위치한 기차역이다. 이 역은 발리젤렌-우스터-라퍼스빌 철도선, 우츠나우와 바트빌선의 교차점에 위치해 있다.
역에는 라퍼스빌 및 바트빌을 통해 루체른과 장크트갈렌을 연결하는 지역 간 포어알펜 익스프레스가 있다. 또한 바트빌, 장크트갈렌, 자르간스 및 치겔브뤼케를 통해 루프 주위에서 양방향으로 운영되는 장크트갈렌 S-반 서비스 S4와 치겔브뤼케를 통해 라퍼스빌과 슈반덴을 연결하는 서비스 S6도 제공된다. 3개의 열차 모두 매시간 운행되며, 합쳐서 라퍼스빌, 장크트갈렌 및 치겔브뤼케까지 30분 간격으로 운행된다.

## 운행편
2020년 12월 시간표 변경에 따라 우츠나흐에서는 다음 서비스가 정차한다.
- 포어알펜 익스프레스 : 루체른과 장크트갈렌 사이를 매시간 운행한다.
- 장크트갈렌 S-반 :
  - S4: 자르간스 및 장크트갈렌을 통한 매시간 운행(순환 노선)
  - S6 : 치겔브뤼케를 경유하여 라퍼스빌과 슈반덴 사이를 매시간 운행.